# 33년

## 연호
- 후한(後漢) 건무(建武) 9년

## 기년
- 후한(後漢) 광무제(光武帝) 9년
- 신라(新羅) 유리 이사금(儒理泥師今) 10년
- 고구려(高句麗) 대무신왕(大武神王) 16년
- 백제(百濟) 다루왕(多婁王) 6년

## 사건
- 4월 1일 - 초대 로마 교황 베드로 즉위.

## 탄생
- 금관가야의 초대 왕후 허황옥

## 사망
예수 사망